# Punta Ester
La Punta Ester è una montagna di 3790 m s.l.m. delle Alpi Pennine, e fa parte della cresta delle Grandes Murailles, sullo spartiacque tra la Valtournenche e la Valpelline.

## Descrizione
Tra il Col des Cors e la Punta Lioy, si elevano quattro piccole punte. La Punta Ester è la più alta di esse. Caratteristica di questa cima è la roccia molto bella per arrampicare.

## Ascensione
Si può raggiungere la vetta partendo dalla Valpelline e servendosi del Bivacco Tête des Roéses. In alternativa si può partire dalla Valtournenche e servirsi del Bivacco Balestreri e del Bivacco Ratti.